# Стамеска
Стаме́ска (стаме́зка) (от нем. stemmîzn̥ или Stemmeisen — «долото») — плотничий или столярный ручной режущий инструмент. Используют для выборки небольших углублений в древесине, зачистки пазов, снятия фасок, рельефной и контурной резьбы.
Стамеска конструктивно состоит из 2 частей: полотна и рукояти. Непосредственно само полотно должно быть хорошо заточенным, так как от этого зависит качество врезания в древесину.
Внешне напоминающий гвоздь хвостовик также заточен и набивается в рукоять. Рукоять чаще всего изготавливают из дерева или пластика. В более стандартном варианте место стыка полотна и рукояти укрепляют металлом.
Для ударной версии стамески на рукояти также предусмотрена металлическая защита от деформации. При резании на стамеску нажимают рукой и лишь иногда слегка ударяют киянкой или молотком по торцу рукояти стамески.

## Виды стамесок по назначению

### Столярные стамески
- Плоская стамеска, как правило, имеет одностороннюю заточку, у полукруглых фаски обычно делают с наружной (выпуклой) и реже с внутренней стороны полотна
- Зубило[источник не указан 1134 дня]
- Долото

### Стамески для резьбы по дереву
- Нож-косяк
- Нож-резак
- Круглые стамески
- Полуплоские стамески
- Церазик
- Эйсмус
- Клюкарза

### Резцы для токарных работ
- Рейер
- Чистовой майсель
- Крючки
- Фасочные
- Проходные
- Подрезные
- Отрезные
- Расточные фасонные
- Прорезные (канавочные)
- Резьбонарезные

## Галерея
- Работа стамеской
- Ступенчатая клюкарза
- Полукруглая стамеска